# 快盗戦隊ルパンレンジャーVS警察戦隊パトレンジャー en film
『快盗戦隊ルパンレンジャーVS警察戦隊パトレンジャー en film』（かいとうせんたいルパンレンジャー ブイエス けいさつせんたいパトレンジャー アン フィルム）は、2018年8月4日より東映系で公開された、日本の映画作品。
同時上映作品は『劇場版 仮面ライダービルド Be The One』。
キャッチコピーは「快盗VS警察…VS探偵!? ルパンレッドとパトレン1号、まさかのコンビで立ち向かえ!!」「いつもはライバル……今だけ相棒!!」。

## 概要
特撮テレビドラマシリーズ「スーパー戦隊シリーズ」の『快盗戦隊ルパンレンジャーVS警察戦隊パトレンジャー』の初の単独映画作品。監督はテレビシリーズメイン監督の杉原輝昭が務め、本作品が映画初監督作品となった。
ゲストとして探偵エルロック・ショルメ役としてココリコの田中直樹が出演する。
本作品オリジナルのメカとして、グッドストライカーと同じ大型VSビークルのジャックポットストライカーとルパンレンジャーのメンバーのダイヤルファイターが合体するルパンレックスが登場。テレビシリーズ第25話で描かれた「ステイタス・ゴールド」の開け方が本作品でも描かれる。
ストーリーは、ルパンレッドとパトレン1号の2人のレッドによる本格共闘を主軸としている。脚本を担当した香村純子は、「Wレッドメイン」「探偵が敵」という要望を基に、同時上映の『ビルド』がシリアスな作風になるだろうとの予想から明るく楽しい内容の「ポーダマン殺人事件」を執筆したが、杉原は映画のお祭りノリでの共闘にはしたくないと要望し、真面目な熱いドラマへと切り替えた。
高尾ノエル（ルパンエックス/パトレンエックス）役の元木聖也は、テレビシリーズに先駆け本作品が同役での初撮影となったが、キャラクターの組み立てはテレビシリーズでのノエル初登場回である第20話監督の加藤弘之が手がけ、杉原が同話の脚本読みや衣裳合わせに立ち会いキャラクター性を汲み取るという形をとっている。
公開初週の8月4日、5日の2日間の興行収入は2億6000万円、動員数は21万人を突破。過去5年のスーパー戦隊シリーズの劇場版の中でもトップの初週興収を記録した。

## あらすじ
イギリスから名探偵エルロック・ショルメが来日した。彼の目的は全てのギャングラー犯罪の解明と、ルパンレンジャーの正体を暴くこと。そのエルロックの命を狙ってギャングラー怪人・ウィルソンが襲来、そこにルパンレンジャーまで現れ、エルロックを護衛するパトレンジャーも交えた三つ巴の乱戦に発展するが、その最中、夜野魁利 / ルパンレッドと朝加圭一郎 / パトレン1号がウィルソンによってギャングラーの世界である異世界へとさらわれてしまう。レッドと1号が消えてしまい、両戦隊は最大のピンチを迎えた。
デストラやゴーシュの猛攻から辛うじて逃げ延びた魁利と圭一郎は、異世界から脱出するため、一時休戦して手を組むことに。そして異世界の扉を開くことのできるウィルソンを捕らえるべく、ギャングラーの本拠地のドグラニオ邸に忍び込むが、そこで2人はこの事件の裏で暗躍するなぞのギャングラー怪人の存在と、その目的がレッドと1号がいなくなった残りの戦隊メンバーの殲滅であることを知るのだった。

## 本作品のキャラクター
エルロック・ショルメ
イギリスで名を馳せている謎の名探偵。全てのギャングラーによる犯罪の解明とルパンレンジャーの正体を暴くために来日する。
その正体は事件の裏で暗躍しているキツネのようなギャングラー怪人であり、本作品における黒幕。化けの皮を被らなくても人間になれる。命を狙っていると思われていたウィルソンとは助手の仲。
腕から放つ青い火の玉狐火や、手にした探偵剣ムシメガネイザーを武器とし、一瞬で夜にするウィルソンとの合体技狐月を犯罪技とし、鉱石型のルパンコレクション隕石落とし〜En attendant qu'une ètolie tombe〜の力で無数の隕石を降らす強力な広範囲攻撃を行う。
2大戦隊のイチゲキストライクで敗れた後に巨大化し、パトカイザーのトリガーロッドで倒される。
- デザインは久正人が担当。キャラクターのモチーフはシャーロック・ホームズ。デザインモチーフはキツネ。頭部は閉じたキツネの耳で鹿撃ち帽のようなフォルムにし、両肩にパイプをつけることでホームズのような意匠にしている。メインカラーは、キツネの黄色にするとホームズであるとばれてしまうため、白が選ばれ、ホームズのイメージからチェック模様の身体となっている。ギャングラー怪人の共通の意匠である骨パーツは金庫の上のドクロで、キツネの伝承である頭の上にドクロを乗せバク転すると人に変身するというものから来ており、日本の伝承であることから伊藤若冲が描くどくろのようにデフォルメされている。フェンシングのような戦い方をすることから、ホームズの要素を入れた虫眼鏡型のサーベルにしている。

ウィルソン
エルロック・ショルメの命を狙うタヌキのようなギャングラー怪人であり、戦闘時には巨大な大福帳盾ダイフク超シールドと徳利銃トックリボルバーを武器としてトックリボルバーを連射するトックリボルバー釜焼き撃ちを犯罪技とする。また、ルパンコレクション密林へようこそ〜Bienvenue à la jungle〜の力で腹部の顔の口の部分から蔦のロープを伸ばして対象を捕らえることができる。
エルロックを取材する記者に化け、彼を狙っているが、実際は上記の通り、エルロックの助手であり、彼からは「ウィルソン君」と呼ばれる。
2大戦隊のイチゲキストライクで敗れた後に巨大化し、ルパンレックスの超高速必殺斬りで倒される。
- デザインは久正人が担当。キャラクターのモチーフはワトソン。デザインモチーフはタヌキ。ギャングラー怪人の金庫は概ね正中線に位置するか左右対称でデザインされているが、ワトソンが片足を戦場で怪我をしたという設定から、金庫を足に移植したという設定で足に金庫があるというデザインになった。信楽焼の狸の置物がイメージされており、徳利と大福帳をモチーフとした銃と盾が武器となっている。ワトソンがひげを蓄えていることから、顔にひげを付け、狸の毛並みの感じを出すために戦車のツィンメリット・コーティング風にしている。ギャングラー怪人の共通の意匠である骨パーツは頭の上の葉っぱの葉脈で、信楽焼の狸の置物の編笠のように頭を輪っかにしている。

## 本作品の登場戦力
ルパントリコロール
VSチェンジャーにセットしたジャックポットストライカーの快盗ブーストにより、ルパンレッドにブルーとイエローが融合した姿。
レッドのスーツの中央部分の黒が赤にマスクやマントも含めた左右の側面がそれぞれ黄色と青に変化している。ルパンレンジャー3人の意識は個別に保たれていると同時に個々の意思でトリコロールの肉体を動かすことはパトレンU号と同じでジャックポットストライカーがVSチェンジャーから取り外されると強制的に融合が解除されるのも同じである。
必殺技はVSチェンジャーから放つ光線イチゲキストライク。
テレビシリーズ第40話でもジュゴーンが研究するための本に掲載される形で登場した。

ジャックポットストライカー
グッドストライカーの同族の赤い大型VSビークル。グッティ同様に人格を有し、彼とは旧知の間柄。一人称は「俺様」、愛称は「ジャック」。
グッティがダイヤルファイターとトリガーマシンの2形態になれるのに対し、ジャック自身はダイヤルファイターのみとなっている。必殺技発動時の発動ダイヤルは「7・7・7」、固有アナウンスは「ジャ・ジャ・ジャ・ジャックポーット！」。ギャングラー怪人にある金庫の中に侵入することで相手を操る精神操作能力を持つ。
ルパンレックスに合体後、コクピット内にはグッティの色違いの白い人形が現れ、王冠を被っている。
テレビシリーズにも最終話で再登場。劇場版の後行方不明となっていたが、一時的に快盗となった夜野勝利、大平彩、一ノ瀬詩穂の3人に発見され、自身の能力でルパンレンジャーをドグラニオのゴールド金庫の中から解放した。
- グッドストライカーをベースにデザインされているが、顔をオミットしたり、王冠を模したパーツが追加することで、ビークル形態でも形状の差別化を図っている。
- マスコット形態でもビークル形態でのデザインを反映して王冠を被っている。顔の色は、当初はビークル形態の色から赤や黒を検討していたが、赤ではルパンレッドと共に映るため目立たず、黒では悪役っぽくなるため、ビークル形態にはない色である白となった。

ルパンレックス
ジャックポットストライカーと3機のダイヤルファイターが「快盗ガッタイム！」のコールと共に合体し、完成する巨大ロボ。
ルパンカイザーと同じく空中戦を得意としているが、ルパンカイザーが銃火器による射撃戦を主としているのに対し、ルパンレックスは剣による格闘戦を行う。10枚のエネルギー状の翼を有する。
黄金の剣ジャックポットソードを武器としており、刀身に緑の光を纏わせた状態では、フェンシングのような連続突きを繰り出す。
必殺技は、刀身を青く発光させ、新たな10枚のエネルギー状の翼を作り出した後、急降下・突進しながら、右から左に切り裂く超高速必殺斬り。

## キャスト
- 夜野魁利 / ルパンレッド - 伊藤あさひ
- 宵町透真 / ルパンブルー - 濱正悟
- 早見初美花 / ルパンイエロー - 工藤遥
- 朝加圭一郎 / パトレン1号 - 結木滉星
- 陽川咲也 / パトレン2号 - 横山涼
- 明神つかさ / パトレン3号 - 奥山かずさ
- 高尾ノエル / ルパンエックス / パトレンエックス - 元木聖也
- ヒルトップ管理官 - アイクぬわら（超新塾）
- アナウンサー - 久下真以子
- ニセ記者 - 井上浩
- 記者A - 柴田明良
- 記者B - 藤田みずき
- コグレ - 温水洋一
- エルロック・ショルメ - 田中直樹（ココリコ）

### 声の出演
- グッドストライカー - 三ツ矢雄二
- ジャックポットストライカー - 藤原啓治
- ジム・カーター - 釘宮理恵
- ドグラニオ・ヤーブン - 宮本充
- デストラ・マッジョ - うえだゆうじ
- ゴーシュ・ル・メドゥ - 竹達彩奈
- ウィルソン - 茶風林
- 大村亨
- 穴井勇輝
- 影山尚広
- 山森圭介
- 福地俊介
- 前川綾香

### スーツアクター
- ルパンレッド[22]、ルパントリコロール[8] - 浅井宏輔
- ルパンブルー[22] - 竹内康博
- 下園愛弓
- パトレン1号[23] - 高田将司
- パトレン2号[23] - 大林勝
- パトレン3号[23] - 五味涼子
- ルパンエックス / パトレンエックス[出典 2] - 伊藤茂騎
- 日下秀昭
- 野川瑞穂
- 神尾直子
- 藤田洋平
- 蜂須賀祐一
- エルロック・ショルメ[26]、ポーダマン[23]  - 蔦宗正人
- 村岡弘之
- 渡辺実
- 今井靖彦
- 橋本恵子
- おぐらとしひろ
- 高橋光
- 寺本翔悟
- 村井亮
- 浦家賢士
- 井口尚哉
- 久田悠貴
- 御前伸幸
- 松本城太郎
- 石上龍成
- 宮川連
- 近藤雄太
- 竹中凌大
- 佐野夏未
- 木寺奈緒
- 北野瑠那
- 五十嵐睦美
- 市川雅章
- 酒井和真
- 菅野慶太
- 福田圭佑
- 豊田泰史
- 内田卓斗
- 青島誠哉
- 上平田結花
- 松本直也
- 草野伸介
- 小森拓真
- 菊地雄人
- 矢部敬三

## スタッフ
- 製作 - 手塚治（東映）、亀山慶二（テレビ朝日）、高木勝裕（東映アニメーション）、間宮登良松（東映ビデオ）、野田孝寛（アサツー ディ・ケイ）、相原晃（東映エージエンシー）、峠義孝（バンダイ）
- 企画 - 白倉伸一郎 （東映）、鷲尾天（東映アニメーション）、加藤和夫（東映ビデオ）、麻生一宏（アサツー ディ・ケイ）、清水啓司（東映エージエンシー）、金木勲（バンダイ）
- 原作 - 八手三郎
- 脚本 - 香村純子
- 音楽 - 高木洋
- 撮影 - 相葉実
- 照明 - 堀直之
- 美術 - 岡村匡一
- 録音 - 中山寿範
- 整音 - 原口崇正
- 編集 - 柳澤和子
- スクリプター - 髙山秀子
- 助監督 - 葉山康一郎
- 製作担当 - 田中耕作
- ラインプロデューサー - 青柳夕子
- 計測 - 邊母木伸治
- 撮影助手 - 根来佑子、三浦佑太、磯山億斗
- 照明助手 - 玉川直人、柴田裕哉
- 美術助手 - 安田菜々美
- 録音助手 - 波多野悠美
- セット付 - 古賀琢麻
- 装置 - 紀和美建
- 装飾 - 塩満義幸、山口康孝、淀名和祐介、大前瑠美（東京美工）、高津装飾美術
- 衣裳 - 波田恵里奈（東京衣裳）
- ヘアメイク - 松本智菜美、田中梨沙（ザフェイスメイクオフィス）
- 操演 - 橋本一輝（ライズ）
- カースタント&コーディネート - 西村信宏（武士レーシング）
- 助監督 - 谷本健晋、三好雄太、松井貴
- 進行主任 - 石井宏樹
- 進行助手 - 中村光希
- 選曲 - 宮葉勝行
- 音響効果 - 小川広美（大泉音映）、堀内みゆき
- 編集助手 - 松本竜也
- スタジオエンジニア - 田邊萌乃
- ADRアシスタント - 田口祥平、森楓
- オンラインエディター - 阿部理
- カラリスト - 佐々木渉
- アシスタント - 初野百花
- DCPパッケージ - 馬場亮、小関秀治
- テクニカルコーディネーター - 與野勝弘
- 技術運営 - 林和哉
- 仕上進行 - 辻今日子、見立英里
- キャラクターデザイン - 久正人
- 企画協力 - 企画者104
- 資料担当 - 松井大
- デザイン協力 - プレックス
- 造型 - レインボー造型企画、前澤範、前澤護、前澤まさる、吉川学
- 製作デスク - 須藤若奈、松川絢之郎
- AP - 安東健太、川勝宥典
- 広報AP - 久保佳未
- 音楽プロデュース - Project.R、本谷侑紀（東映音楽出版）
- 音楽製作 - 東映音楽出版、テレビ朝日ミュージック、日本コロムビア
- 音楽協力 - ジェニュイン
- 絵コンテ - 田中浩二
- 製作プロダクション - 東映テレビ・プロダクション
- エグゼクティブプロデューサー - 佐々木基（テレビ朝日）
- プロデューサー - 宇都宮孝明（東映）、井上千尋（テレビ朝日）、菅野あゆみ、矢田晃一・深田明宏（東映エージエンシー）
- アクション監督 - 福沢博文
- 特撮監督 - 佛田洋
- 劇場版「ビルド・ルパパト」製作委員会（東映、テレビ朝日、東映アニメーション、東映ビデオ、アサツー ディ・ケイ、東映エージエンシー、バンダイ）
- 監督 - 杉原輝昭

## 主題歌
「ルパンレンジャーVSパトレンジャー Movie edition」
作詩：藤林聖子 / 作曲・編曲：高木洋（Project.R） / 歌：Project.R（吉田達彦、吉田仁美）
テレビシリーズ同様、オープニングに全てのスタッフクレジットを集約している。

## 映像ソフト化
2018年12月5日発売。本作品以降、コレクターズパック版は本編Blu-rayと本編DVDのセット販売のみとなり、映像特典も本編Blu-rayに集約される形になった。
- 快盗戦隊ルパンレンジャーVS警察戦隊パトレンジャー en film DVD通常版（1枚組）
  - 映像特典
    - 特報
    - 劇場予告
    - TVスポット
    - ノンスーパーOP
- 快盗戦隊ルパンレンジャーVS警察戦隊パトレンジャー en film コレクターズパック（2枚組）
  - ディスク1：本編Blu-ray
    - 映像特典
      - メイキング
      - 製作発表会見
      - 完成披露イベント
      - 完成披露上映会舞台挨拶
      - 公開2日目舞台挨拶
      - 特報
      - 劇場予告
      - TVスポット
      - PR集
      - ノンスーパーOP
      - 国際警察極秘データファイル
      - ポスターギャラリー

  - ディスク2：本編DVD
    - 映像特典
      - 特報
      - 劇場予告
      - TVスポット
      - ノンスーパーOP